# Oostelijke watermolens
De Oostelijke watermolens, ook bekend als Bloemmolens of Nieuwe watermolens is een watermolencomplex op het Moleneiland in Harelbeke, gelegen aan Watermolenstraat 36.
Dit complex werd gebouwd in 1864, toen de naburige maalderij in De Banmolens een snelle (industriële) ontwikkeling doormaakte. In 1870 kwam er een stoommachine en het complex werd vergroot in 1870, 1885, 1888 en 1935. Het complex behoorde tot dezelfde maatschappij als De Banmolens, in 1920 werd dat NV Watermolens.
In 1942 brandde het complex uit en na de Tweede Wereldoorlog werd het herbouwd. Er kwamen twee waterturbines, elk van 110 pk. Tot 2009 werd nog op elektriciteit gemalen, maar de turbines werden niet meer gebruikt.
Vanaf 2009 werd gepland om lofts in het gebouw te brengen.
- Inventaris van het Bouwkundig Erfgoed (Vlaanderen): 205253